# 台児荘区
台児荘区（たいじそう-く）は、中華人民共和国山東省棗荘市に位置する市轄区。前身は嶧県の台児荘鎮。北京と上海を結ぶ鉄道幹線の京滬線（かつて津浦線と呼ばれた）上にあり、棗荘と結ぶ台棗支線と、濰坊市と結ぶ台濰支線はここで分かれる。また大運河が町の背後に流れており水上交通でも便利である。
水陸の幹線が交わる位置関係から、清代には船舶の往来が多く「天下第一荘」と呼ばれる商業の町であったが、のみならず軍事上でも要地であった。日中戦争中の1938年春には津浦線の打通を目指して山東省から南下し徐州へ進んでいた日本軍は台児荘で国民党軍の頑強な抵抗にあい撤退を強いられた。徐州会戦の序盤におけるこの戦い（台児荘の戦い）は、中国では「台児荘大捷」（台児荘の大勝利）とも呼ばれる。
町の主な観光地には、台児荘の戦いを記念する台児荘大戦紀念館、戦史陳列館、清真寺（イスラム教寺院）、李宗仁史料館、賀敬之文学館などがあり、旧市街地は中国の5A級観光地（2013年認定）である。周囲は農村地帯であるが、現在は機械工業や繊維工業・食品工業のほか、石炭や石灰岩の採掘が盛ん。

## 行政区画
- 街道:運河街道
- 鎮:邳荘鎮、張山子鎮、泥溝鎮、澗頭集鎮、馬蘭屯鎮

## 観光
- 台児荘大戦紀念館、李宗仁史料館、賀敬之文学館、清真寺、戦史陳列館等